# 수판부리 FC
수판부리 FC(태국어: สโมสรฟุตบอลจังหวัดสุพรรณบุรี)는 태국의 수판부리를 연고로 하는 축구단이다.

## 선수 명단

### 현역
참고: FIFA 자격 규정에 따라 소속된 국가대표팀 국기를 표시합니다. 선수는 복수의 FIFA 비회원국 국적을 가지고 있을 수 있습니다.
| 번호 | 포지션 | 국적 | 이름        |
| ---- | ------ | ---- | ----------- |
| 16   | DF     |      | 강윤석      |
| 22   | FW     |      | 유리 마틴스 |

| 번호 | 포지션 | 국적 | 이름 |
| ---- | ------ | ---- | ---- |

## 역대 감독
| 감독                | 임기 |
| ------------------- | ---- |
| 리카르도 로드리게스 | 2016 |